# Montes Šar
Los montes Šar (en serbio y macedonio Шар Планина, Šar Planina; en albanés Malet e Sharrit, Sharr) son una cadena de montañas situada en la frontera meridional de Kosovoy la parte noroccidental de Macedonia del Norte.
Los montes Šar se extienden hasta el monte Korab (2764 m) en el sureste y pasan por el noreste de Albania. Se ubican en torno a los 42° de latitud norte y 44º20' de longitud este.

## Características
La cadena de montañas tiene alrededor de 80 km de largo, con unos 10 a 20 km de ancho. Consta de varios picos de gran altura:
- Titov Vrv (2747 m), el pico más alto.
- Turcin (2702 m)
- Borislavec (2662 m)
- Rudoka (2610 m)
- Ljuboten (2498 m)
- Piribeg

La vegetación incluye cultivos por encima de los 1000 m, bosques por encima de los 1700 m y praderas que abarcan alrededor de 550 km². Los montes Šar son la más grande área compacta con praderas del continente europeo. Son más conocidos como el origen del perro Šarplaninac, (en macedonio: Šarplaninec, en albanés: Qeni i Sharrit) que fue criado en estas praderas.

## El parque nacional de Šara

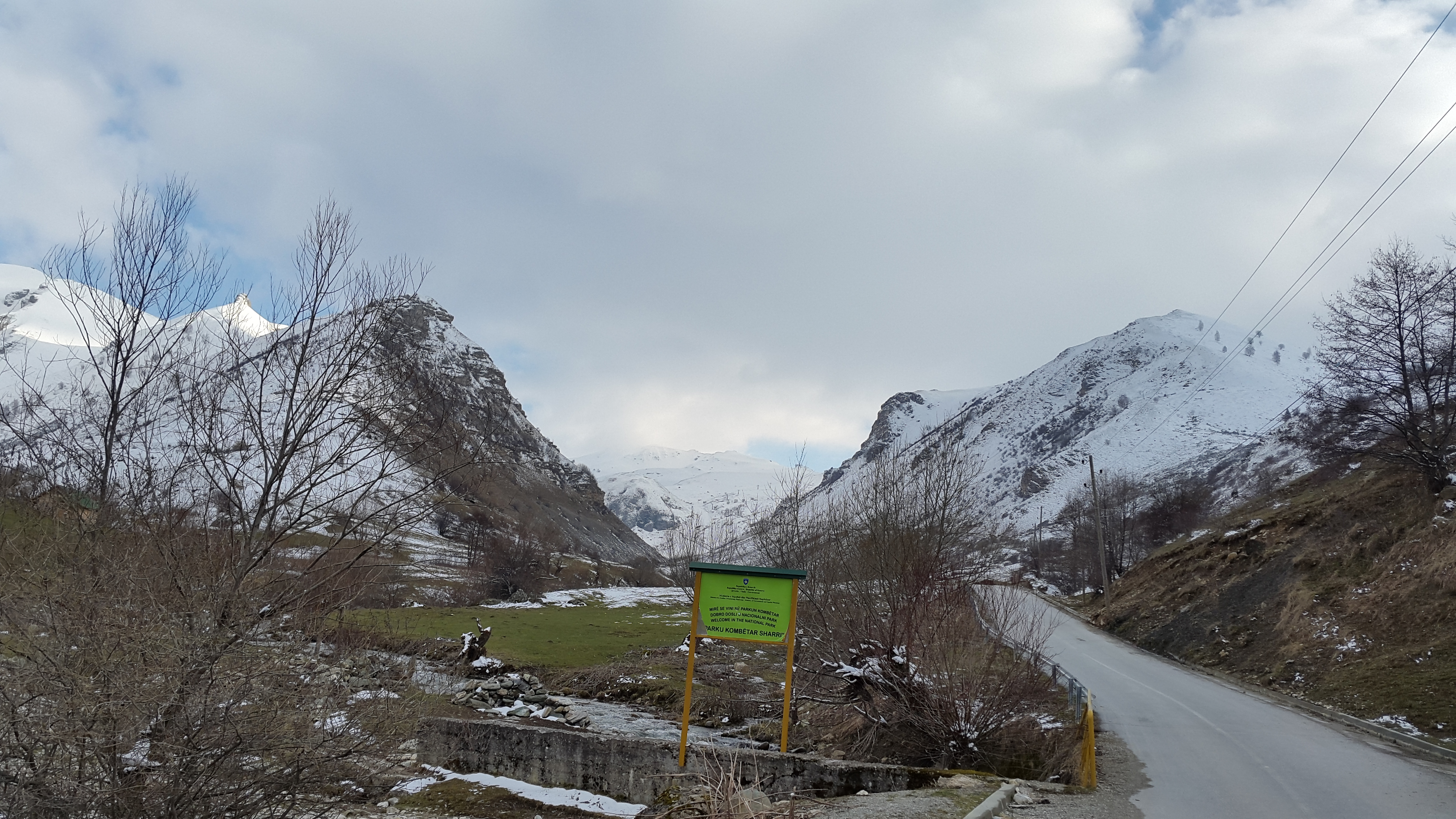
Vista desde el Parque Nacional Sharr en Kosovo.

El parque nacional de Šara está en el territorio de Serbia y abarca 380 km² de las estribaciones septentrionales del Šar. Alardean de ser el reducto del endémico pino de Macedonia y del pino negro, así como de la rosa alpina. Es el hábitat del lince, oso, gamo, lobo, corzo, jabalí y otras especies. Fue declarado parque nacional en 1986.
Un lugar llamado "Gine voda" es una atracción especial, porque el pino negro, el pino de Macedonia, la picea y el sicómoro están representados todos en un área muy pequeña.
En el parque nacional de Šara abundan los arroyos y riachuelos y se extiende el parque a los municipios de Uroševac, Suva reka, Kacanik y la cercana ciudad de Prizren (en Serbia) y Jegunovce, Tearce, Dzepciste, Tetovo y Gostivar (en Macedonia del Norte).

## Galería

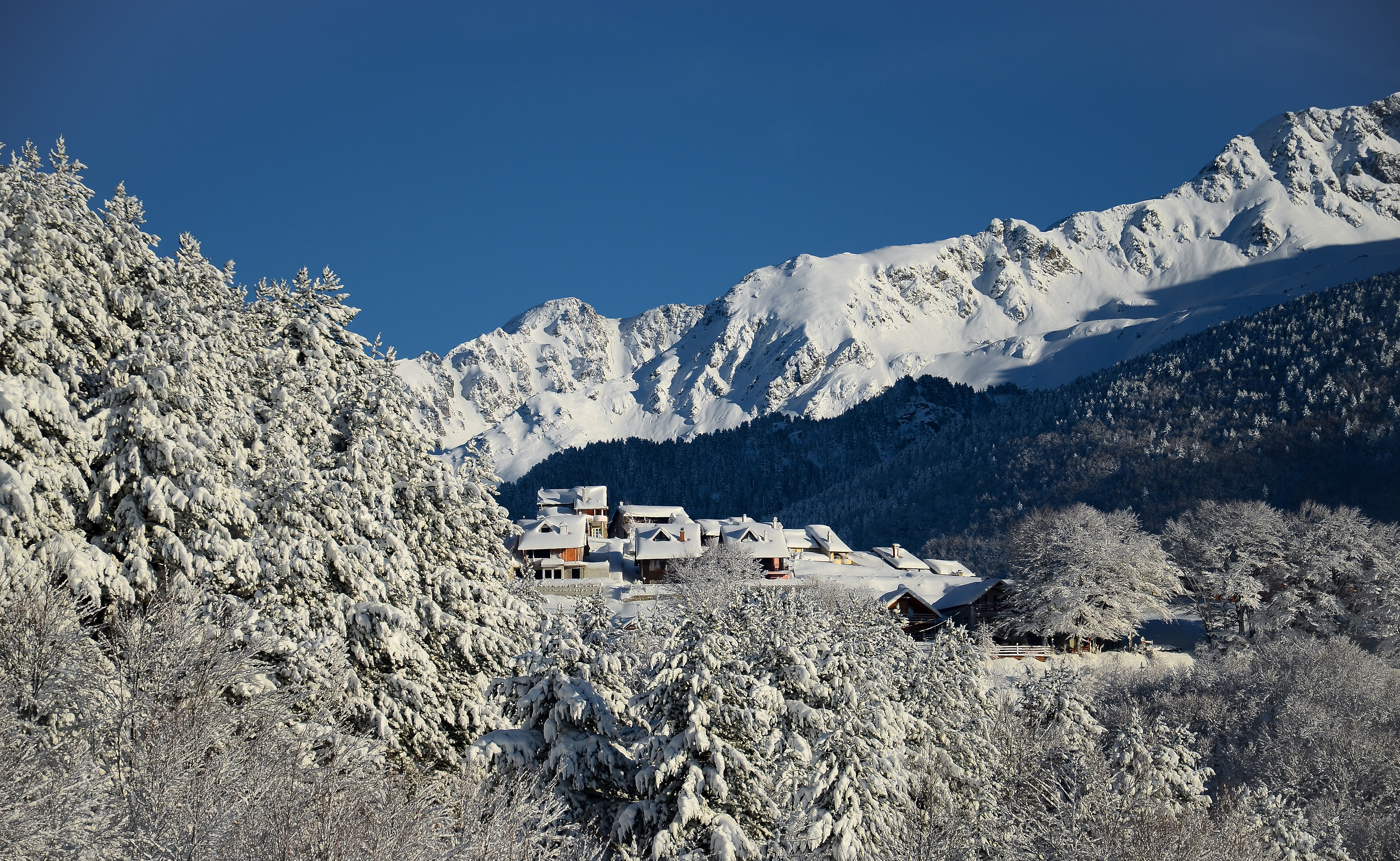
Montes Šar desde Serbia
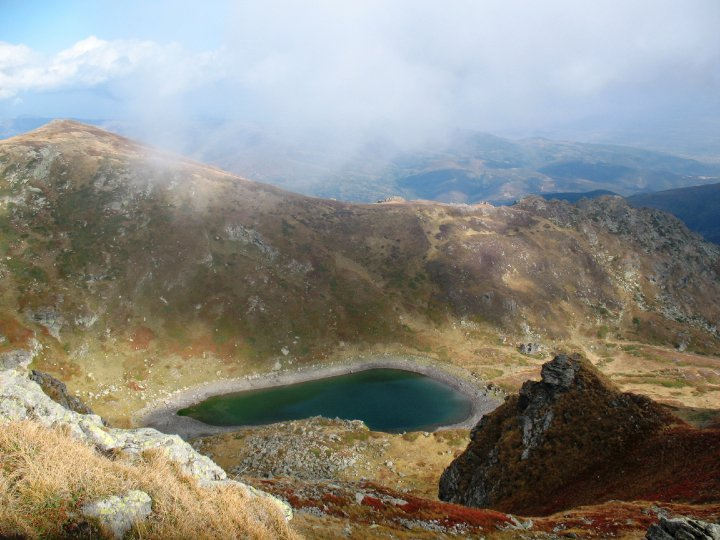
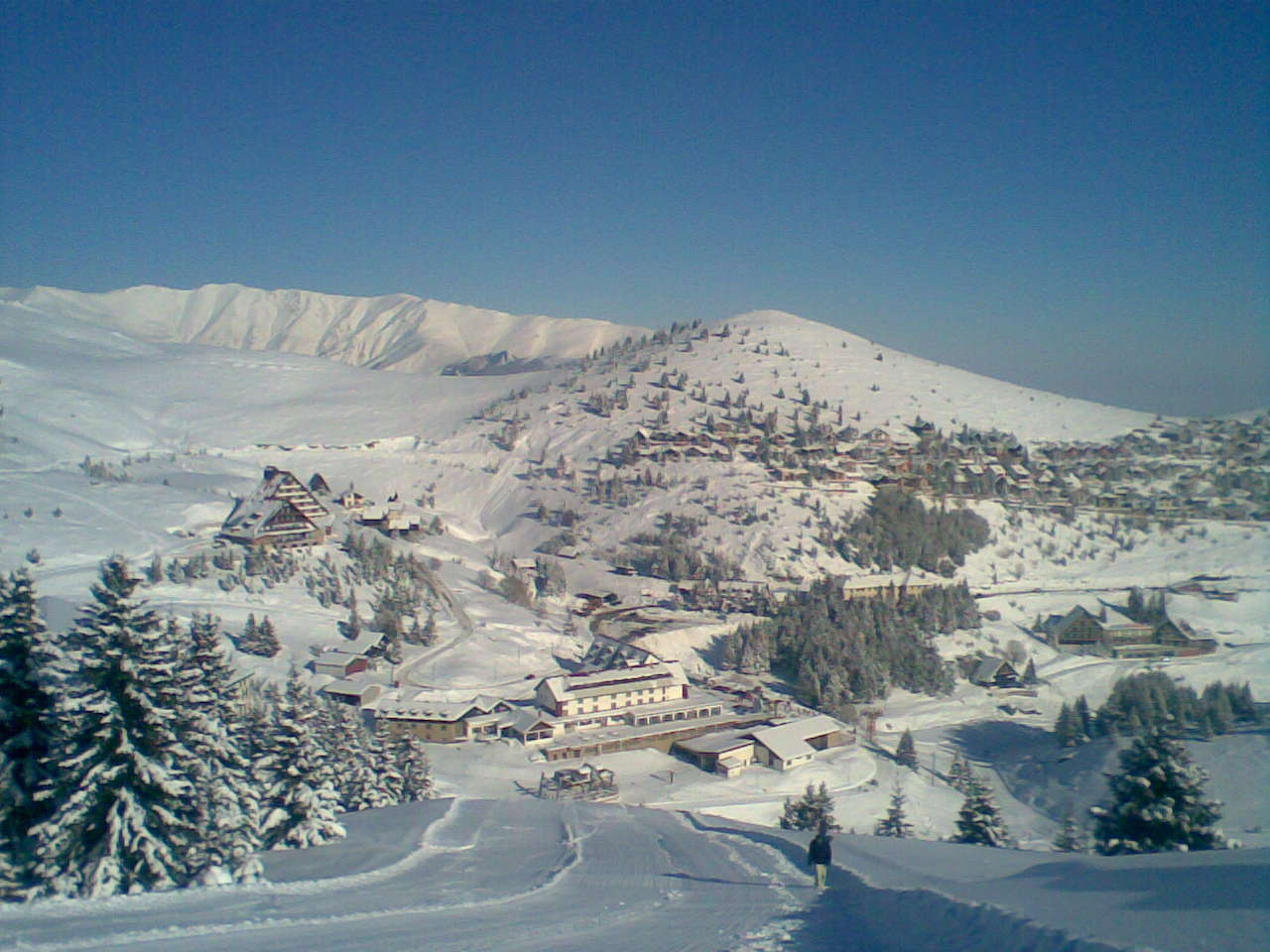
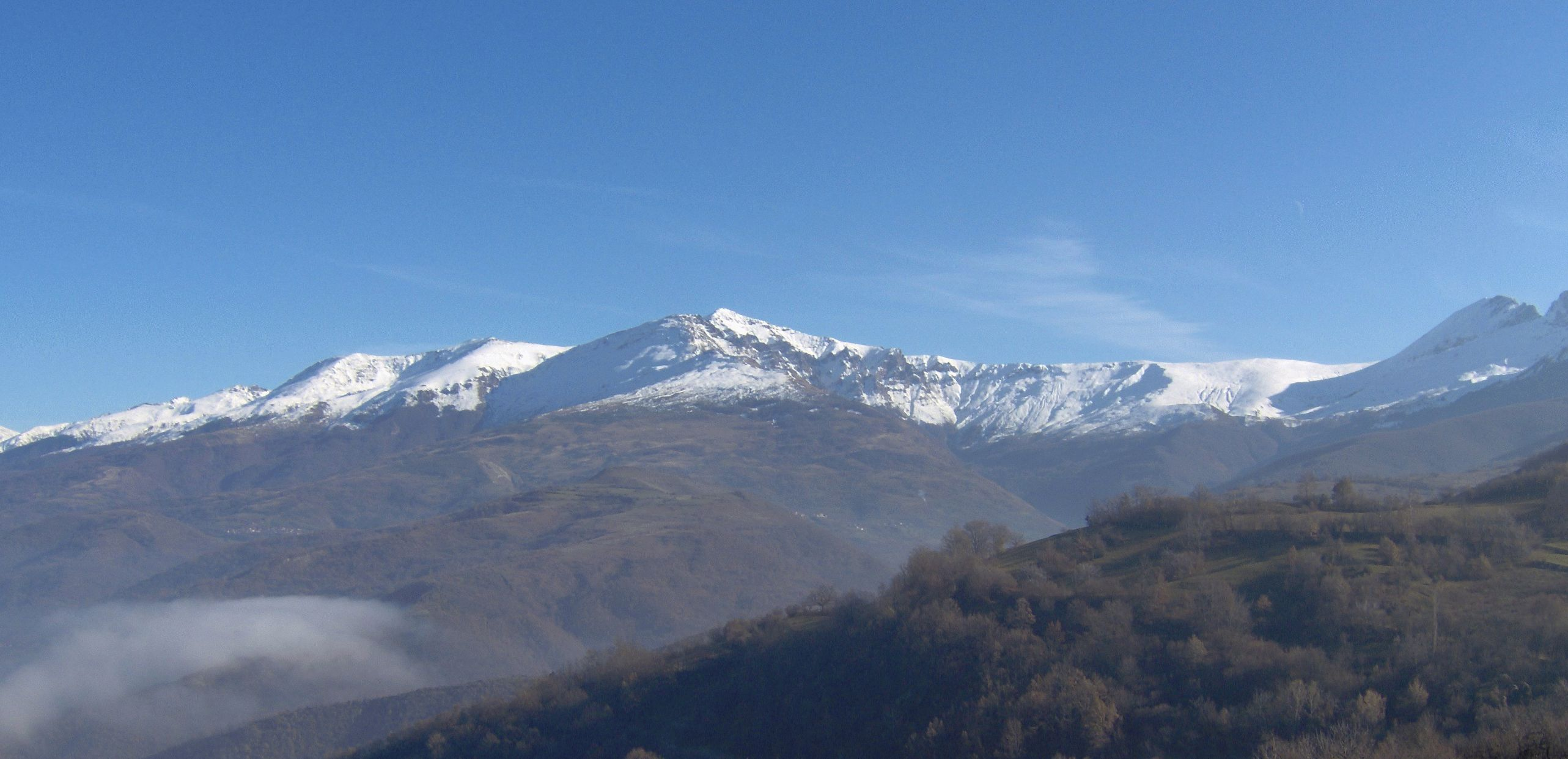
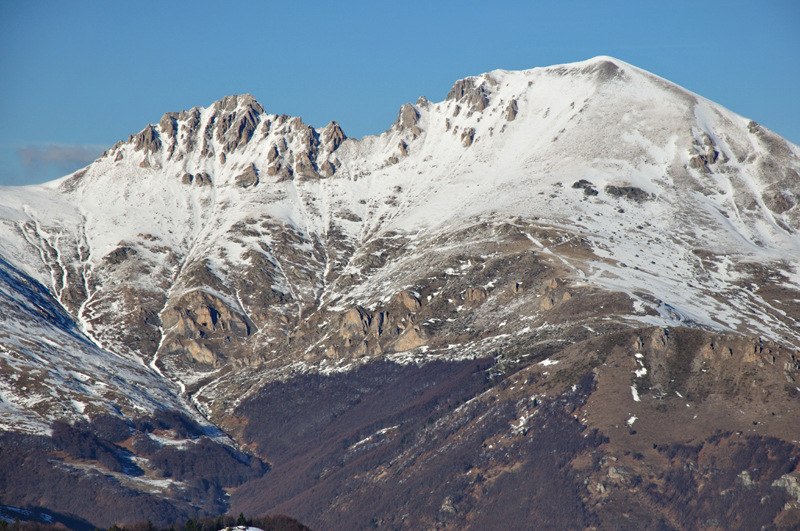
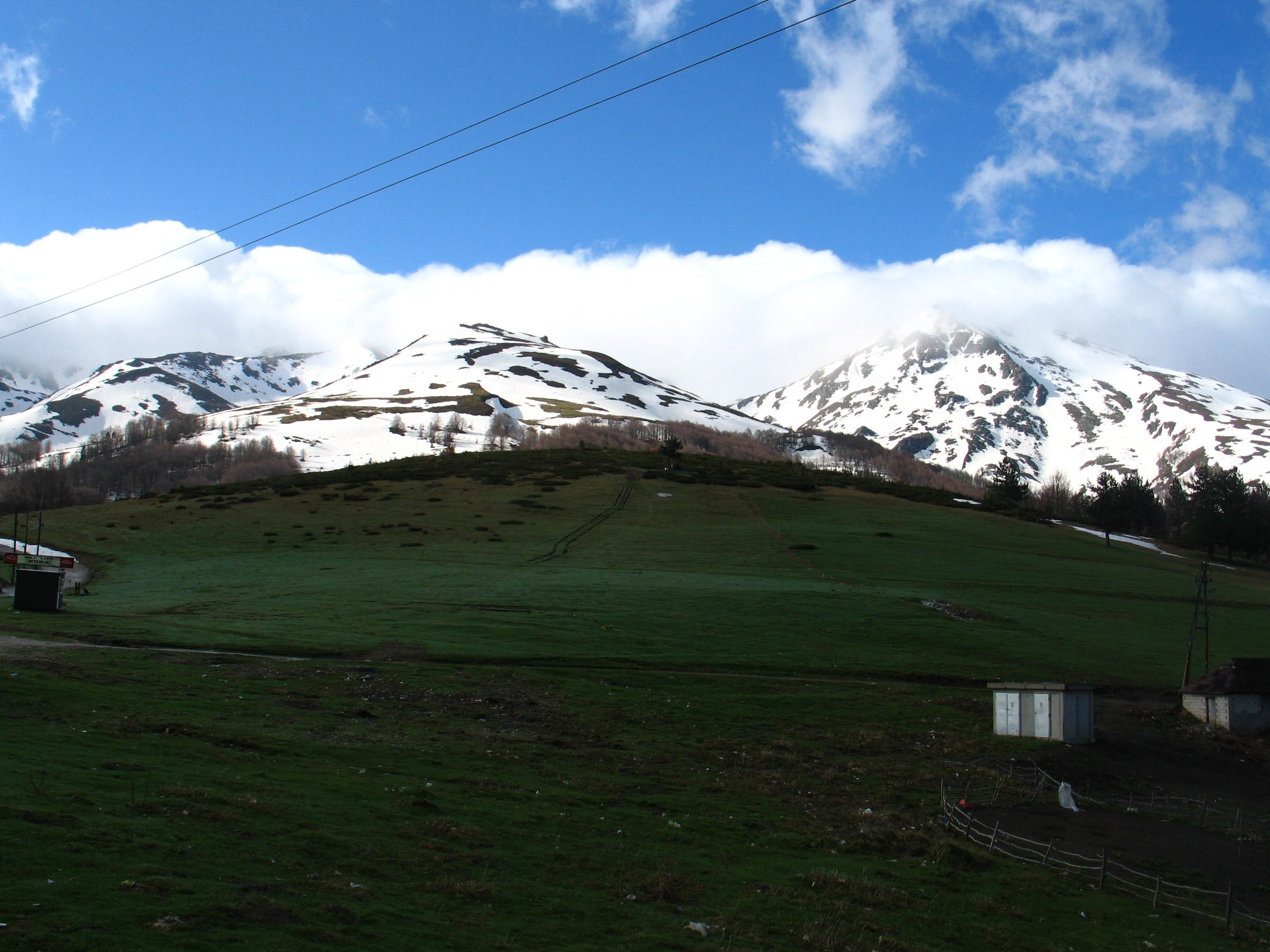
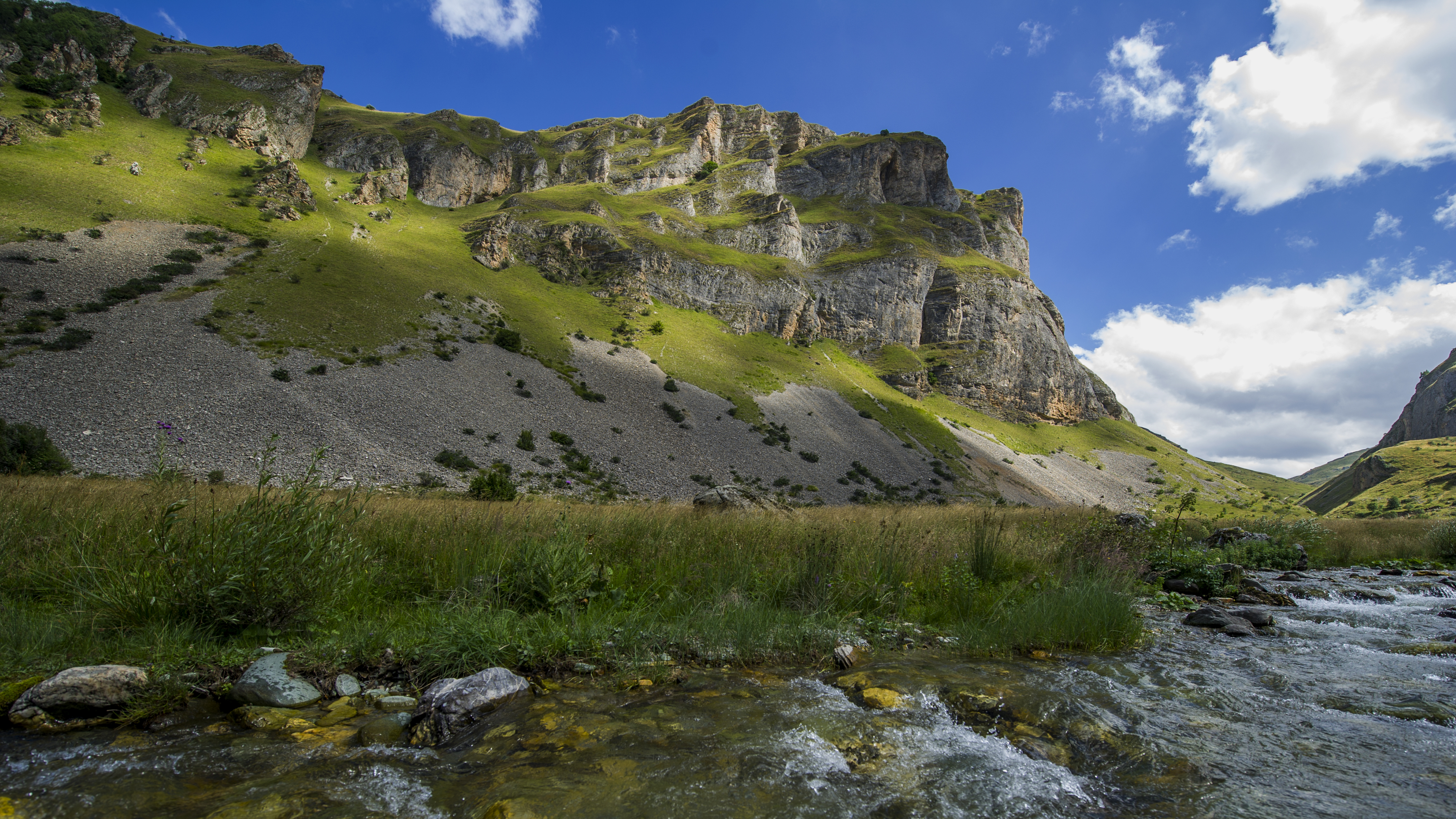
Parque Nacional Shar